# Лёгкая кавалерия (молодёжное движение)
Лёгкая кавале́рия или Ле́гкая кавале́рия — движение советской молодёжи, возникшее по инициативе комсомольцев в 1926 году как форма участия в государственном и общественном контроле.
Группы или бригады Лёгкой кавалерии создавались низовыми организациями ВЛКСМ. Методами работы групп были внезапные проверки — «налёты», «рейды», отсюда название «Лёгкая кавалерия».
Форма контроля над работой государственного аппарата, проводилась под руководством ВЛКСМ широкими массами трудящейся молодежи СССР в помощь Комиссии советского контроля, советским и судебным органам. Инициатива организации Лёгкой кавалерии возникла снизу в широких массах комсомола и рабочей молодежи. Деятельность Лёгкой кавалерии широко развернулась с 1928 года, когда Наркомат РКИ привлек группы комсомольцев и рабочей молодежи в крупнейших городах Союза к участию в обследованиях и летучих проверках. В 1928 году VIII Съезд ВЛКСМ вынес решение о всемерном развитии движения Лёгкой кавалерии в целях привлечения молодежи к борьбе с недостатками в социалистическом строительстве, с бесхозяйственностью, а также с бюрократизмом, за укрепление государственного аппарата. Лёгкая кавалерия была организована по всем предприятиям, учреждениям, колхозам, где существовали комсомольские организации. Лёгкая кавалерия ставила своей задачей не только вскрыть те или иные недостатки или нарушения законов Советского государства, но и принять меры к их немедленному устранению. О своих выводах и предложениях бригады Лёгкой кавалерии ставили в известность администрацию учреждений и предприятий, а также общественные организации и комитет комсомола. Движение приняло массовый характер с декабря 1928 года, когда ЦКК ВКП(б) и ЦК ВЛКСМ издали циркуляр «О группах „легкой кавалерии“», определяющий её задачи: борьба с бюрократизмом и бесхозяйственностью в государственном, хозяйственном, кооперативном и профсоюзном аппарате; внедрение режима экономии, контроль за ходом ударных строек Первой пятилетки, за хлебозаготовительными кампаниями, за торговлей и снабжением и т. п. Органы ЦКК ВКП(б) и Народный комиссариат РКИ СССР направляли работу групп, привлекая их к участию в обследованиях и проверке работы учреждений и предприятий. Деятельность Лёгкой кавалерии получила высокую оценку в совместном постановлении ЦКК ВКП(б), Народного комиссариата РКИ СССР и ЦК ВЛКСМ «О работе групп лёгкой кавалерии» в 1933 году и в решении XVII-го съезда ВКП(б). XVII съезд ВКП(б), отметив имевшееся ослабление в работе комсомола по организации Лёгкой кавалерии, предложил «восстановить оправдавшую себя практику организации „легкой кавалерии“ комсомола, успешно вскрывавшей бюрократические недостатки аппарата». Лёгкая кавалерия за время своего существования провела большую работу по устранению недостатков и бюрократических извращений в государственном аппарате.
В последующие годы участие молодёжи в государственном и общественном контроле приняло другие формы. С 1962 аналогичной деятельностью занимались отряды «Комсомольский прожектор», наследуя традиции Лёгкой кавалерии. Значение отрядов «Комсомольский прожектор» было определено в Постановлении ЦК ВЛКСМ от 27 июня 1962 года.

## Массовая культура
«Лёгкий кавалерист» Велосипедкин — один из героев комедии Маяковского «Баня».